# Cayos Franceses
Los Cayos Franceses también conocidos como Cayos Plana (en inglés Plana Cays) son un grupo de pequeñas islas o cayos, en el sudeste de las Islas Bahamas a las que pertenecen, ubicadas el este de las Islas Acklins y al oeste de la Isla Mayaguana. Las islas se encuentran actualmente deshabitadas. :
El cayo que se encuentra más al este, fue el último hábitat natural del hutía de las Bahamas, una especie de roedores grandes, que se pensó que se habían extinguido hasta que una población de los mismos fue encontrada en 1966 en los Cayos Franceses por el Dr. Garrett Clough. El descubrimiento permitió salvar la especie y trasplantarla a otras partes de las Bahamas.
El cayo más oriental es uno de los sitios que se supone puede ser la isla Guanahani, a la que Cristóbal Colón llegó el 12 de octubre de 1492, de acuerdo a las investigaciones realizadas por el almirante dominicano Ramón Julio Didiez Burgos en 1974, revisada por Keith A. Pickering en 1994.